# Casa de la Vila de Terrades
La Casa de la Vila de Terrades és un edifici del municipi de Terrades (Alt Empordà) inclosa en l'Inventari del Patrimoni Arquitectònic de Catalunya. Situat dins del nucli urbà de la població de Terrades, al bell mig del terme, al carrer Major.

## Descripció
Edifici cantoner de planta rectangular, amb la coberta de teula de dos vessants i distribuït en planta baixa i pis. Presenta un esvelt cos de planta quadrada adossat a la cantonada nord-oest de l'edifici, destinat a font. Els brolladors estan situats a la part inferior de l'estructura, integrats dins de dos arcs de mig punt. El de grans dimensions compta amb un bassi rectangular de pedra picada, mentre que el més petit presenta una pica semicircular de pedra. Totes les obertures de la construcció són rectangulars.
La façana principal presenta, a la planta baixa, dos portals d'accés a l'interior i una finestra lateral amb els emmarcaments arrebossats disposats a manera de guardapols, i units entre si mitjançant una motllura horitzontal. Al pis hi ha dos finestrals amb la mateixa decoració que les obertures de la planta baixa, que tenen sortida a un balcó corregut amb la barana de ferro treballat. La façana està coronada per un ràfec amb decoracions geomètriques, pintat del mateix color que les motllures de les obertures. Les obertures de la façana lateral són més senzilles i tenen els emmarcaments arrebossats i pintats. Des d'aquesta façana s'accedeix al dispensari mèdic de la població.
La construcció presenta els paraments arrebossats i pintats de color marró clar, amb el sòcol i les motllures de les obertures de color marró fosc.